# أوسكار دي أندريس
أوسكار دي أندريس (بالإسبانية: Oscar de Andrés)‏ هو مجدف أرجنتيني، ولد في 16 يوليو 1944.

## وصلات خارجية
- أوسكار دي أندريس على موقع أوليمبيديا (الإنجليزية)